# Peter de Rivaux
Peter de Rivaux (zm. 1262) – wpływowy przedstawiciel stronnictwa poitiewińskiego w Anglii za panowania króla Henryka III, bliski krewny Petera des Roches, biskupa Winchesteru.
W 1232 r. został głównym doradcą króla Henryka III oraz lordem strażnikiem Pięciu Portów. Otrzymał również kilka stanowisk na dworze królewskim oraz urząd szeryfa w licznych hrabstwach. Razem ze swoimi współpracownikami (Stephenem de Segrave, Robertem Passelewe i Brianem de Lisle) skupił w swoich rękach faktyczną władzę nad Anglią.
Upadek jego wpływów nastąpił w 1234 r., kiedy opozycja baronów, wsparta przez arcybiskupa Canterbury Edmunda Richa, zmusiła króla do ustępstw. Biskup des Roches został zesłany z dworu królewskiego do swojej diecezji. De Rivaux natomiast został wygnany z kraju. Zmarł w 1262 r.